# استالینگراد (فیلم ۱۹۹۳)
استالینگراد (انگلیسی: Stalingrad) یک فیلم درام جنگی است که در سال ۱۹۹۳ منتشر شد. از بازیگران آن می‌توان به توماس کرتشمن و زیلوستر گروت اشاره کرد.
این دومین فیلمی است که نبرد استالینگراد را به تصویر می‌کشد. پیش از این، یک بار دیگر هم این داستان در سال ۱۹۵۹ با فیلم (استالینگراد: سگ‌ها، آیا می‌خواهید برای همیشه زندگی کنید؟) در سینماها به تصویر کشیده شده بود. بعد از این هم دوباره در استالینگراد (فیلم ۱۹۸۹) و استالینگراد در سال ۲۰۱۳ به شکل دیگری در سینماها نمایش داده شد.
در سال ۱۹۹۳ این فیلم توانست در مراسم جوایز فیلم باواریایی در بخش بهترین فیلمبرداری، بهترین تدوین و بهترین تولید، جایزه را از آنِ خود کند. علاوه‌براین، توانست به هجدهمین دوره جشنواره بین‌المللی فیلم مسکو هم راه پیدا کند. فیلمنامهٔ اصلی این فیلم توسط کریستوف فرام نوشته شده بود.